# Močioci (Ivanjica)
Pour les articles homonymes, voir Močioci.
Močioci (en serbe cyrillique : Мочиоци) est un village de Serbie situé dans la municipalité d’Ivanjica, district de Moravica. Au recensement de 2011, il comptait 113 habitants.

## Démographie
| 1948 | 1953 | 1961 | 1971 | 1981 | 1991 | 2002 | 2011 |
| ---- | ---- | ---- | ---- | ---- | ---- | ---- | ---- |
| 271  | 268  | 289  | 254  | 167  | 140  | 143  | 113  |

|  |